# Gonomyia basicuspis
Gonomyia basicuspis là một loài ruồi trong họ Limoniidae. Chúng phân bố ở miền Australasia.